# Copestylum brevifacies
Copestylum brevifacies är en tvåvingeart som först beskrevs av Charles Howard Curran 1926.  Copestylum brevifacies ingår i släktet Copestylum och familjen blomflugor. Inga underarter finns listade i Catalogue of Life.